# 電気文化会館
電気文化会館（でんきぶんかかいかん）は、愛知県名古屋市中区にある中部電力の文化施設である。管理・運営は中部電力グループの中電不動産が行っており中電不動産本社も同施設に入居する。

## 概要
1986年（昭和61年）7月にオープンした施設で、1階から4階はでんきの科学館、地下2階はコンサートホールとなっているほか、イベントホールやギャラリーなども備えている。同施設が建っている場所は、名古屋初の電力会社である名古屋電灯の発電所「電灯中央局（のち、第一発電所）」の跡地にあたる。
ザ･コンサートホールは日本における室内楽専用ホールの先影となったものとして知られ、クラシックコンサートなどが開催される。
また、昭和61年度名古屋市都市景観賞および昭和62年度第19回中部建築賞を受賞している。

## 施設
- 中電興業：12 - 13F
- 中電クラビス:11 -13F
- 中電不動産：7F
- イベントホール（多目的ホール）：5F
  - 面積：266m2
  - 収容人数：300名
- ギャラリー：5F
  - 東ギャラリー、西ギャラリーの2室あり面積は1室320m2。
- でんきの科学館：1 - 4F
- ザ・コンサートホール：B2F
  - 収容人数：395名
  - 形式：シューボックス型